# Antboy
Antboy è un film del 2013 diretto da Aski Hasselbalch.
Il soggetto è tratto dal fumetto Antboy di Kenneth Bøgh Andersen.

## Trama
Pelle è un normale ragazzino di 12 anni. Amanda, la ragazza di cui Pelle è segretamente innamorato, non si accorge nemmeno della sua esistenza. In un giardino viene morso da una formica e acquisisce dei superpoteri. Incomincia la vera avventura quando Amanda viene rapita da "La Pulce".

## Sequel
La pellicola ha avuto due seguiti: Antboy - La vendetta di Red Fury (2014) e Antboy e l'alba di un nuovo eroe (2016), entrambi diretti da Ask Hasselbalch.